# 張守朴
張守朴（1543年—？年），字元卿，四川成都左護衛官籍，郫縣人，六月二十二日生，行一，治《詩經》，明朝政治人物。

## 生平
由國子生中式四川鄉試第五十六名舉人，年三十五歲中式萬曆五年丁丑科會試第二百六十二名，第三甲第六十七名進士。

## 家族
曾祖張漢；祖張節；父張蘭；母李氏。永感下。